# SAETA
Die Sociedad Anónima Ecuatoriana de Transportes Aéreos (SAETA, Ecuadorianische Lufttransportgesellschaft mbH) war eine privat betriebene Fluggesellschaft in Ecuador. Die Namensabkürzung SAETA ist auch ein Akronym und bedeutet im Spanischen Pfeil, Uhrzeiger. Eine weiße Pfeilspitze war das Symbol der Fluggesellschaft.

## Geschichte
Die SAETA wurde 1960 in Quito gegründet, später wurde der Firmensitz nach Guayaquil verlegt. Haupteigentümerin war die Familie Dunn. SAETA bediente neben Inlandsflügen Strecken in Nord-, Mittel- und Südamerika. Dabei flog sie bevorzugt die Flughäfen von Los Angeles, New York City, Miami, Mexiko, Panamá, Caracas, Bogotá, Lima, Santiago de Chile und Buenos Aires an. Anfang der 1990er Jahre übernahm SAETA die Luftfahrtgesellschaft SAN, ebenfalls aus Ecuador. Politische Instabilität im Lande und Geldentwertung führten zum Rückgang des Passagieraufkommens. Es folgte die Streichung der Flüge in die Vereinigten Staaten von Amerika wegen des Verlustes der Anflugerlaubnis für Flughäfen der Kategorie I. Große Sicherheitsmängel führten zur Einstellung weiterer Flüge. Im Februar 2000 beendete SAETA ihren Flugbetrieb nach 40 Jahren wegen Zahlungsunfähigkeit. Sie besaß zu diesem Zeitpunkt Flugzeuge des Typs Airbus A310, Airbus A320 und Boeing 727.

## Flotte

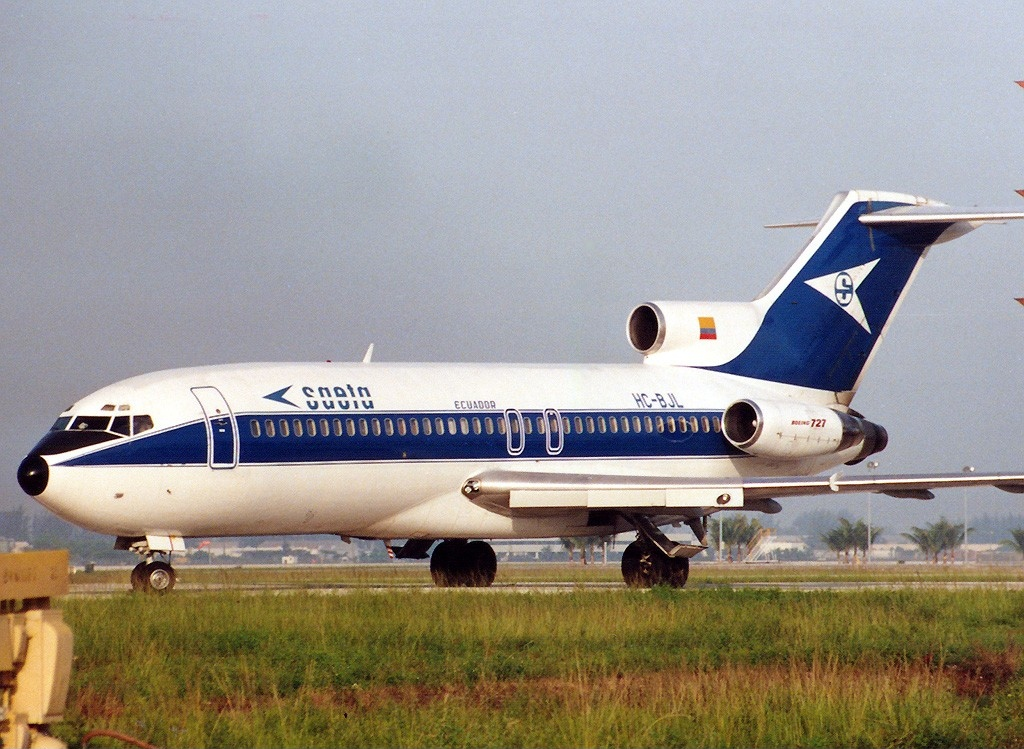
Eine Boeing 727-100 der SAETA, Miami 1989

In der vierzigjährigen Firmengeschichte wurden unter anderem folgende Flugzeugtypen eingesetzt:
- Airbus A310-300
- Airbus A310-304[3]
- Airbus A320-232[3]
- Boeing 707-373C[3]
- Boeing 727-95[3]
- Boeing 727-251[4]
- Boeing 737-304[3]
- Douglas DC-3[4]
- Hawker-Siddeley HS 748
- Sud Aviation Caravelle SE-210[3][4]
- Vickers Viscount 785D und 745D[4]

## Zwischenfälle

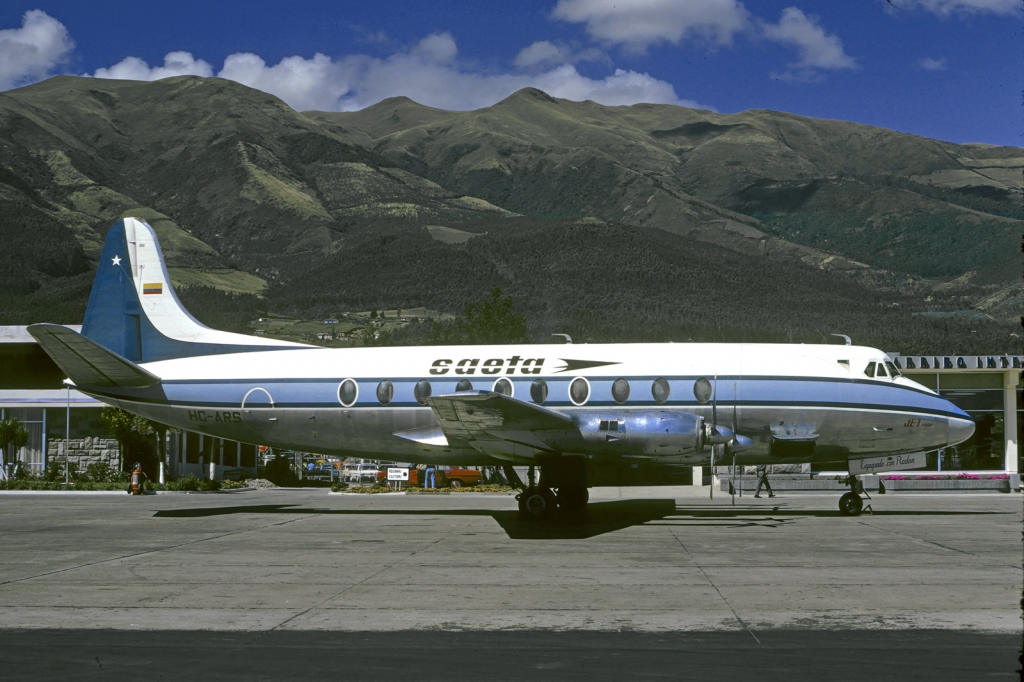
Eine Vickers Viscount 700 der SAETA, baugleich mit den 3 verunglückten Maschinen

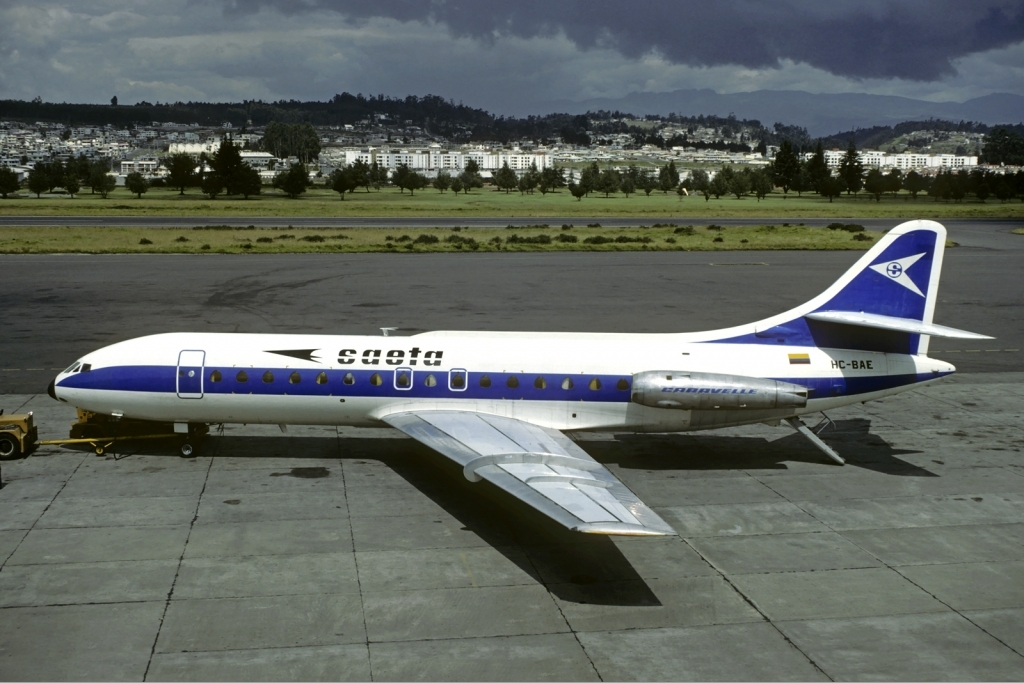
Die am 18. Januar 1986 verunglückte Caravelle der SAETA

- Am 3. Juni 1970 überrollte eine Vickers Viscount 745D der SAETA (Luftfahrzeugkennzeichen HC-ART) bei der Landung auf dem Flughafen Cuenca (Ecuador) das Landebahnende und wurde irreparabel beschädigt. Personen kamen nicht zu Schaden.[5]

- Am 15. August 1976 verschwand eine Vickers Viscount 785D der SAETA (HC-ARS) mit 59 Menschen an Bord auf ihrem Flug von Quito nach Cuenca. Die Maschine war in 5500 Meter Höhe in die Ostflanke des 6263 Meter hohen Vulkans Chimborazo geflogen worden. Erst am 17. Oktober 2002, nach 26 Jahren, fanden Bergsteiger auf einer selten begangenen Route Überreste von Menschen und der Maschine. Bei diesem CFIT (Controlled flight into terrain) wurden alle 59 Insassen getötet, 4 Besatzungsmitglieder und 55 Passagiere (siehe auch SAETA-Flug 232).[6]

- Am 23. April 1979 wurde eine Vickers Viscount 785D der SAETA (HC-AVP) in der Provinz Pastaza (Ecuador) ins Gebirge geflogen. Das Flugzeug war auf dem Weg von Quito nach Cuenca gewesen. Das Wrack der Maschine wurde erst fünf Jahre später (1984) in 5500 Meter Höhe aufgefunden, 25 nautische Meilen (46 Kilometer) von der vorgeschriebenen Flugstrecke entfernt. Alle 57 Insassen, 5 Besatzungsmitglieder und 52 Passagiere, wurden bei diesem CFIT (Controlled flight into terrain) getötet.[7]

- Am 18. Januar 1986 wurde erneut ein Flugzeug der SAETA in den Boden geflogen, dieses Mal eine Caravelle VI-N (HC-BAE). Die Maschine beflog im Auftrag der Aerovias Guatemala die nur 270 Kilometer lange Strecke vom Flughafen Guatemala-Stadt La Aurora zum Flughafen Flores (Guatemala), als sie nach einem ersten Fehlanflug beim zweiten Versuch 8 Kilometer vom Ziel entfernt im Gelände aufschlug und völlig zerstört wurde. Bei diesem CFIT (Controlled flight into terrain) wurden alle 94 Insassen getötet, 6 Besatzungsmitglieder und 88 Passagiere. Es war bis heute (Januar 2020) der schwerste Flugunfall in Guatemala.[8]